# The Football Factory (film)
The Football Factory este un film britanic din 2004 regizat de Nick Love. În rolurile principale sunt Danny Dyer, Tamer Hassan, Frank Harper, Roland Manookian, Neil Maskell și Dudley Sutton.

## Distribuție
- Danny Dyer — Tommy Johnson
- Frank Harper — Billy Bright
- Neil Maskell — Rod
- Roland Manookian — Zeberdee
- Calum McNab — Raff
- Tamer Hassan — Millwall Fred
- Dudley Sutton — Bill Farrell
- John Junkin — Albert Moss
- Jamie Foreman — taximetristul
- Tony Denham — Harris
- Kara Tointon — Tameka
- Sophie Linfield — Tamara
- Danny Kelly